# ドイツ復興金融公庫
KfW（独読み：カー・エフ・ヴェー、もしくはドイツ復興金融公庫（ドイツふっこうきんゆうこうこ）と和訳）は、ドイツ連邦共和国の国営金融機関。正式名称はKfW Bankengruppeで、KfWはKreditanstalt für Wiederaufbauの略である。本部はフランクフルト・アム・マイン。

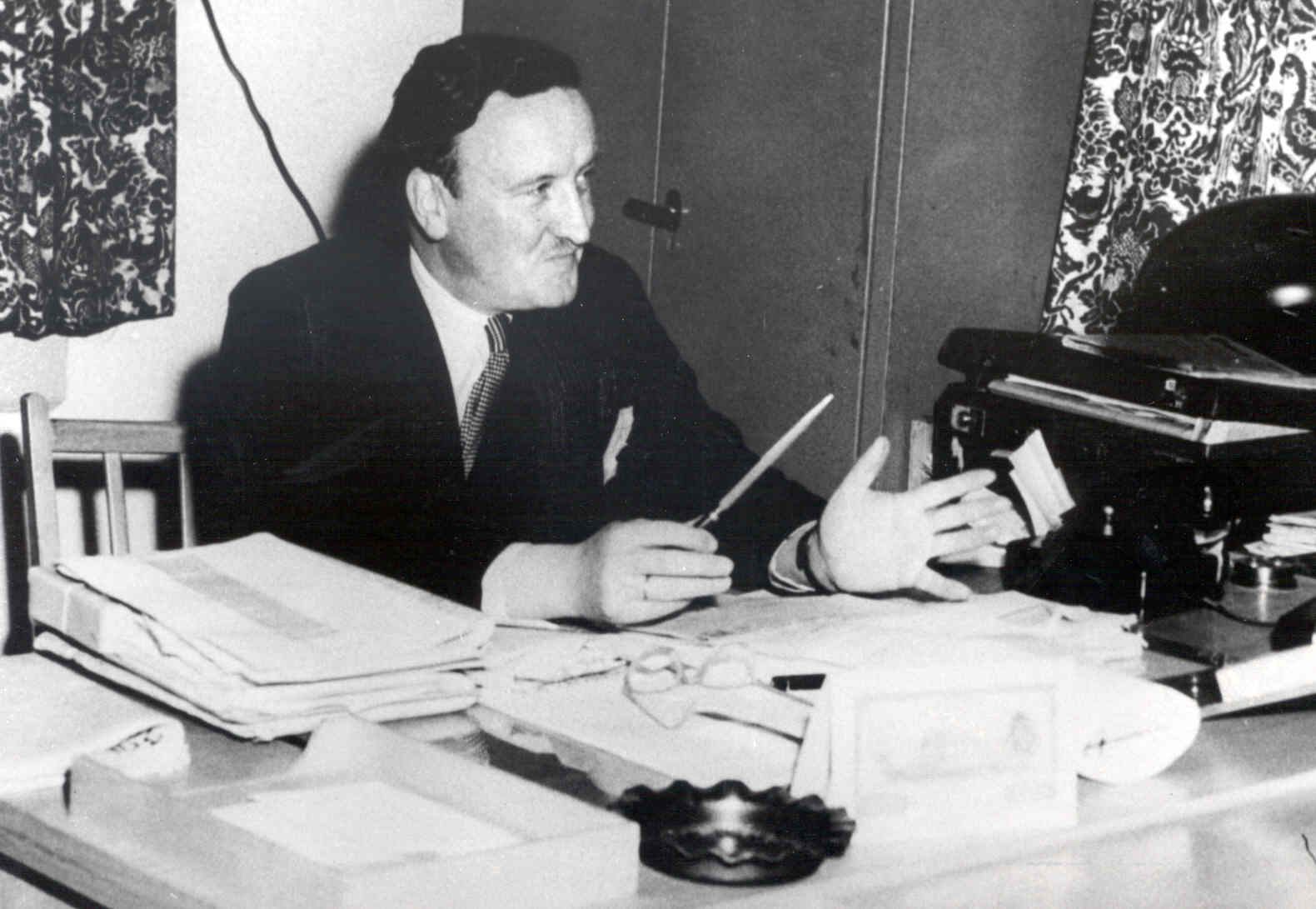
Hermann Josef Abs - in der KfW 1949

## 概要
KfWは、KfW法（Gesetz über die Kreditanstalt für Wiederaufbau、ドイツ復興金融公庫法）に基づく組織である。KfWの資本の80%は連邦共和国が所有し、残りの20%は連邦州が所有している。

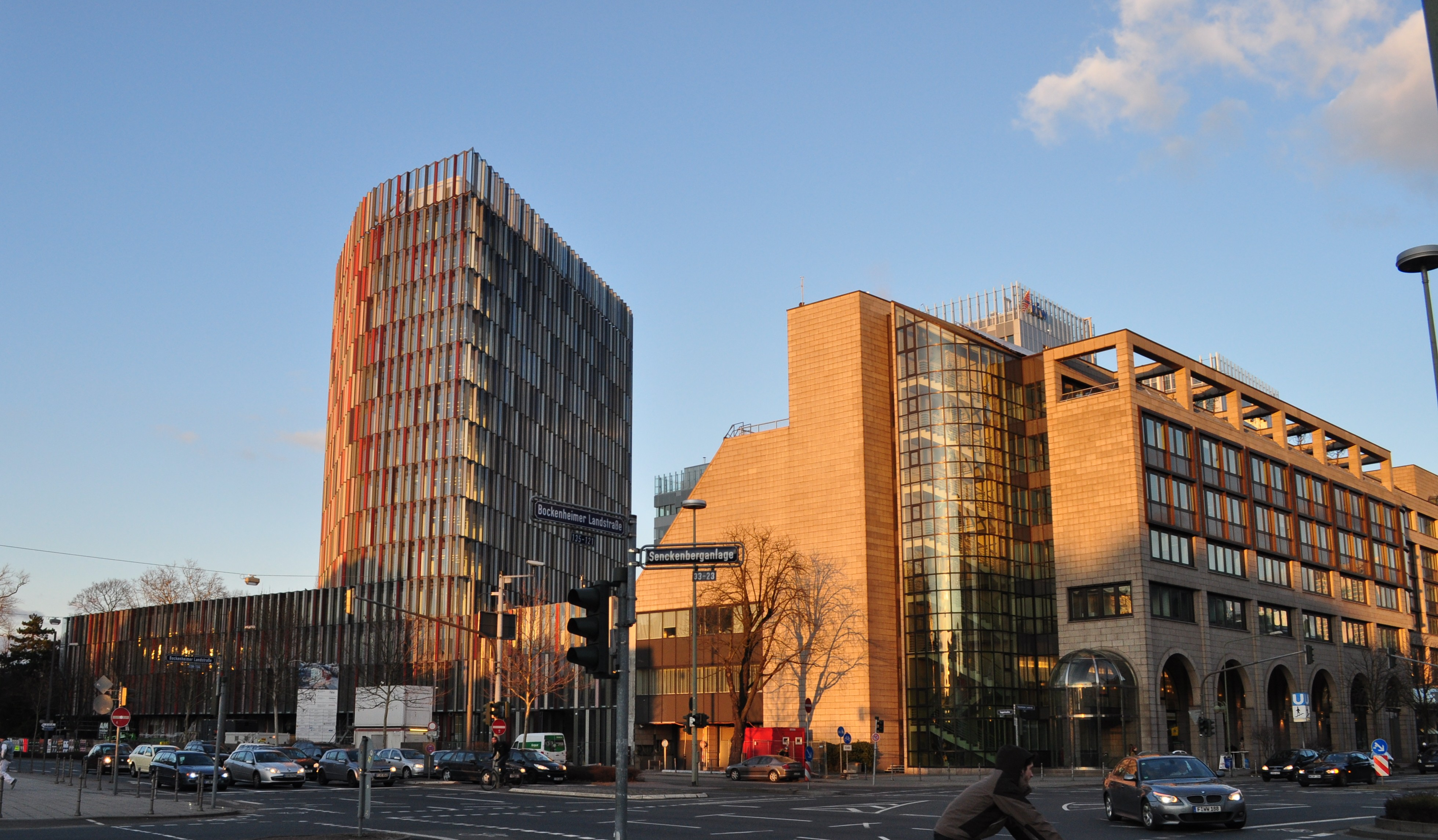
Kfw 〜で フランクフルト・アム・マイン

KfW法に基づき、中小企業、自由業、企業、ベンチャーキャピタル、住宅供給、環境保護、インフラ整備、技術革新及び国債開発協力等の融資による助成事業の実施、地方機関・特定目的組合への融資、教育・社会的目的を持つ施策への融資、並びに欧州投資銀行や欧州連合の経済利益促進の分野で融資を行う機能を有している。事業分野は以下の通り。
- KfW中小企業銀行（KfW Mittelstandsbank）：中小企業、ベンチャーへの助成
- KfW民間顧客銀行（KfW Privatkundenbank）：個人の住宅や教育に関する融資
- KfW地方自治体銀行（KfW Kommunalbank）：地方自治体向けのインフラ整備融資、州立支援財団（Landesförderinstitute）への融資
- KfW IPEX銀行（KfW IPEX-Bank）：輸出金融及びプロジェクト・ファイナンス
- KfW開発銀行（KfW Entwicklungsbank）：公的開発援助活動
- DEG：発展途上国の民間部門投資への融資
- 資本市場活動：資金調達、証券化等

日本でも債券の発行を活発に実施している。

## 沿革
- 1948年：統合経済地域本部によりマーシャル・プランの資金配分を目的に設立。
- 1994年のドイツ再統一後、旧ドイツ民主共和国中央銀行（ドイツ語版）（Staatsbank）の業務を引き継ぐ。
- 2001年：連邦共和国よりドイツ投資開発会社（DEG：Deutsche Investitions-und Entwicklungsgesellschaft mbH）を買収。
- 2003年：ドイツ調整銀行（DtA：Deutsche Ausgleichsbank）を吸収合併。

## 組織概要
ドイツ銀行のヘルマン・ヨーゼフ・アプスが会長だった。
錚々たる経営陣から3人の重役を挙げる。まず、ドイツ郵便連合の会長を務め、西ドイツ経済が錯綜・混乱する中ドイツ労組連合の長となったエルンスト・ブライトである。もう一人はユダヤ人のヴァルター・ヘッセルバッハだが、ティッセン、クルップ、フォルクスワーゲン、ザルツギッター、ルール石炭の重役を遍歴した。さらにRWEの副会長を経験し、ドイツ以外の銀行でも活躍したグローバル人材である。たとえば戦前にはドレフュス銀行（1994年からメロン・フィナンシャル）に務めていたが、戦後テルアビブのIsrael Continental Bank Ltd、ルクセンブルクのIsrael European Companyなど、さまざまな銀行で会長だった。そして3人目のギュンター・サスマンシャウセンである。ドイツ・シェル、ザルツギッターの重役でもあった。
- 従業員数：5,190名（2012年）：約21%が国内事業活動、約23%が途上国支援、約11%が輸出金融及びプロジェクト・ファイナンス、残りが管理部門業務に従事
- 総資産：5,116億ユーロ、貸出残高：3,668億ユーロ（2012年12月31日）
- Tier 1 資本比率：18.2%、総資本比率：20.6%（2012年12月31日）